# Vol Lufthansa Cargo 8533
Le 7 juillet 1999, le Boeing 727-200 effectuant le vol Lufthansa Cargo 8533, un vol cargo régulier exploité par la filiale indienne de Lufthansa Cargo, Hinduja Cargo Services, qui reliait l'aéroport international Tribhuvan, au Népal, à l'aéroport international Indira-Gandhi, en Inde, a percuté le flanc d'une colline à 7 500 pieds (2 300 m), à 15 km au sud-ouest de Katmandou, ne laissant aucun survivants parmi les 5 occupants de l'appareil.

## Avion

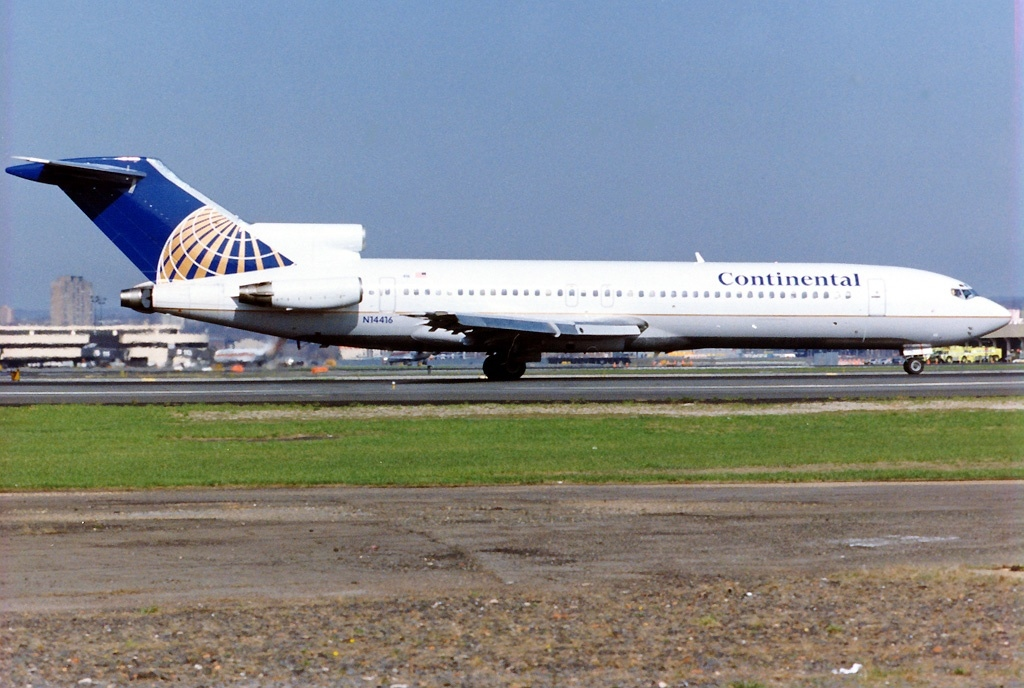
Le 727 impliqué dans l'accident, alors en service pour Continental Airlines (N14416), ici en avril 1993.

L'appareil en question était un Boeing 727-243F immatriculé VT-LCI et âgé de 17 ans. Il a été livré auparavant à Alitalia en 1981, avec comme première immatriculation I-DIRS, et Continental Airlines a également exploité cette avion, immatriculé successivement N586PE et N14416, avant d'être finalement livré à Hinduja Cargo Services.

## Accident
Le vol 8533 a décollé de la piste 20 de l'aéroport international Tribhuvan, avec 21 tonnes de fret (principalement du textile et des tapis) à bord. Après le décollage, l'avion a fait un virage de 10° vers la droite pour le cap 247, à 4,4 DME. La puissance appliquée aux moteurs a été réduite par inadvertance, de sorte que l'avion a perdu de la hauteur jusqu'à atteindre 7 500 pieds (2 300 m), dans une zone où l'altitude de tout vol au départ doit être supérieure à 9 500 pieds (2 900 m). 
L'avertisseur de proximité du sol (GPWS) s'est alors activé et a fait retentir une alarme dans le cockpit pendant 11 secondes, alors que la vitesse a diminuer jusqu'à atteindre 171 nœuds (317 km/h), provoquant l'activation du vibreur de manche. Le 727 a alors percuté une colline, dans la chaine de Champadevi Hills, à 19 h 51, heure locale.

## Enquête
L'accident a fait l'objet d'une enquête par l'autorité de l'aviation civile du Népal (en). L'enquête a déterminé que la cause probable de l'accident était le fait que l'équipage n'avait pas respecté les procédures standards concernant les décollages depuis Katmandou et que les contrôleurs n'avaient pas averti le vol du risque de collision avec le relief.
Les facteurs contributifs à cet accident ont été déterminés comme étant un briefing de décollage incomplet, une diminution anormale de la vitesse anémométrique pendant la montée initiale, une coordination et une communication inadéquates au sein du poste de pilotage et la réponse lente à l'activation initiale et ultérieure du GPWS, signalant l'impact imminent avec la montagne.